# Stubbe – Von Fall zu Fall: Blattschuss
Blattschuss ist ein deutscher Fernsehfilm von Richard Engel aus dem Jahr 2000. Es handelt sich um den achtzehnten Filmbeitrag der ZDF-Kriminalfilmreihe Stubbe – Von Fall zu Fall mit Wolfgang Stumph in der Titelrolle.

## Handlung
Unmittelbar nach einer Razzia der Polizei im Hotel Neptun, das als billige Absteige bekannt ist und in welchem man illegale Flüchtlinge vermutete, wird der Hotelbetreiber tot aufgefunden. Am Tatort erscheinen nicht nur die Kriminalkommissare Stubbe und Zimmermann, sondern auch ihre ehemalige Praktikantin Heike Fuchs, die inzwischen als Polizeimeisterin ihren ersten Arbeitstag als Polizistin hat. Während Stubbe und Zimmermann die Gäste des Hotels befragen, meldet sich der 16-jährige Noah bei Caroline Stubbe. Der junge Mann war ihr am Vortag vors Auto gelaufen und sie hatte ihm seine Visitenkarte überlassen. Sie möchte ihm gern helfen, weiß aber zunächst nicht, dass er als illegaler Flüchtling im Neptun wohnt, wo ihr Mann gerade ermittelt. Da sie Mitleid mit dem Jungen hat, versucht sie über eine Anwältin sein Asylverfahren noch einmal aufnehmen zu lassen.
Stubbe erscheint es merkwürdig, das die Razzia im Sande verlaufen war. Er vermutet einen Maulwurf in den Reihen der Polizei, denn auch bei anderen Kontrollen blieben die Ergebnisse aus. Diesen Korruptionsvorwurf bespricht er offen mit dem verantwortlichen Revierleiter, dem auch schon aufgefallen war, dass einer seiner Kollegen über seine Verhältnisse zu leben scheint. Zimmermann und Stubbe observieren den verdächtigen Polizisten, wobei sich herausstellt, dass dessen Freundin vor einiger Zeit einen recht großen Betrag im Lotto gewonnen hat und sich der Verdacht der Bestechlichkeit sich somit erledigt. 
Während die Kriminalbeamten noch immer keine heiße Spur zum Neptun-Mörder haben, muss Heike Fuchs ihren neuen Kollegen Manfred Wilke auf Streife begleiten. Das weitet sich bis spät in die Nacht aus, weil Wilke angeblich von einem Informanten den Hinweis zu einem Drogendeal bekommen hatte. Fuchs erscheint dies merkwürdig. Sie kann nicht wissen, dass ihr Kollege nicht nur ein korrupter Polizist, sondern auch für den Tod des Mannes im Neptun-Hotel verantwortlich ist. Ein „kleiner“ Drogendealer hatte sich die Bänder der Überwachungskamera gesichert und erpresst Wilke damit. Die Kassettenübergabe tarnt er Fuchs gegenüber als Sondereinsatz. Der Plan scheint aufzugehen, denn der Informant wird erschossen. Da sowohl Wilke als auch Fuchs die Pistole benutzt hatten, schiebt Wilke gekonnt seiner jungen Kollegin die Schuld zu, indem er ihre Pistolen vertauscht. Diese nimmt sich „ihren“ tödlichen Schuss derart zu Herzen, dass sie versucht sich das Leben zu nehmen. Stubbes Fürsorge ist es zu verdanken, dass ihr dies nicht gelingt.
Wilke ist derweil auf der Suche nach Noah, der nicht nur Zeuge des nächtlichen Vorfalls geworden war, sondern auch sich geschickt die Überwachungsbänder angeeignet hat. Als Wilke ihn ausfindig macht, nimmt er ihn fest, wovon Stubbes Familie Zeuge wird. Da Noah seinen Rucksack nicht mitgenommen hat, findet Stubbe die Überwachungsbänder. Während er sich diese mit Zimmermann ansieht und eindeutig Wilke identifiziert, wie er sich vom Neptun-Besitzer seine „Schweigegeld“ abholt, was dann eskaliert, erhält Caroline Stubbe einen Anruf von Noah, der sie bittet ihm den Rucksack zu bringen. Sie ahnt nicht, dass sie sich in große Gefahr begibt, als sie mit dem Rucksack (ohne die Bänder) zu dem angegebenen Treffpunkt fährt. Da Kriminalist Stubbe dies nicht verborgen bleibt fährt er ihr mit Zimmermann sofort nach, bringt Caro in Sicherheit und nimmt Wilke fest. Dieser stellt den Vorfall im Hotel Neptun als Unfall dar und rechtfertigt seine Korrumpierbarkeit, weil ihm seine Ideale der polizeilichen Arbeit verloren gegangen wären. Doch Stubbe durchschaut ihn als berechnenden Killer, da er auch den Erpresser ganz gezielt erschossen hatte. So wird nicht nur Heike Fuchs rehabilitiert, sondern auch Noah kann als wichtiger Zeuge in einem Mordfall erst einmal vor der Abschiebung bewahrt werden.

## Hintergrund
Der Film wurde in Hamburg und Umgebung gedreht und am 23. Dezember 2000 um 20:15 Uhr im ZDF erstausgestrahlt.

## Kritik
Für die Kritiker der Fernsehzeitschrift TV Spielfilm äußerten sich kritisch: „Stubbes Masche ist zu schlicht gestrickt“; sie vergaben dem achtzehnten Stubbe-Fall eine mittlere Wertung, indem sie mit dem Daumen zur Seite zeigten.